# Pholidichthys leucotaenia
Pholidichthys leucotaenia är en fiskart som beskrevs av Bleeker, 1856. Pholidichthys leucotaenia ingår i släktet Pholidichthys och familjen Pholidichthyidae. Inga underarter finns listade i Catalogue of Life.